# 글로리 작전
글로리 작전(영어: Operation GLory)은 한국전쟁 말기 유엔사령부 사상자 유해의 송환을 위해 진행되었던 활동이다. 1953년 7월 한국 전쟁 정전 협정에서 북한에게 모든 사상자와 국군포로의 송환을 요구하였고, 1954년 9월과 10월까지 약 4000여 명의 사망자 유해를 받았다. 미국 유해 1868구 중에서 신원 확인이 되지 않은 유골 848구는 하와이 태평양 국립묘지에 무명(unknowns)이라는 이름으로 묻혔다.
유해 중 일부는 중국군이 미군을 북한에서 나오게 할 때 버려졌던 북한 내 임시 군사묘지에서 나온 것이다. 반환된 유골에 관련된 공개적인 의식에는 의장대가 포함되었으며, 약 14,000여 명의 북한과 중국인 사망자의 유해도 교환됐다.

## 같이 보기
- 미국의 한국 전쟁 사망자 유해 반환
- 재한유엔기념공원

## 참고 자료
- Cannon, Florence (May–June 1952). “Our Honored Dead”. 《The Quartermaster Review》 (United States Quartermaster Museum & The Memorial Day Foundation).
- Cook, James C. (March–April 1953). “Graves Registration in the Korean Conflict”. 《The Quartermaster Review》 (Fort Lee, VA: Army Quartermaster Museum). 2017년 12월 3일에 원본 문서에서 보존된 문서. 2013년 11월 11일에 확인함.
- Martz, John D. (May–June 1954). “Homeward Bound”. 《Quartermaster Review》 (Fort Lee, VA: US Army Quartermaster Foundation). 2013년 11월 2일에 원본 문서에서 보존된 문서.